# Ratmir Șișkov
Ratmir Iulievici Șișkov (Shishkov) (în rusă Ратми́р Юльевич Шишко́в), născut pe 24 aprilie 1988 la Moscova, URSS și mort pe 22 martie 2007 într-un accident de mașină în același oraș, a fost un rapper rus.

## Biografie
S-a născut într-o familie de muzicanți rromi, învățând de mic să cânte la chitară. A abandonat școala destul de repede, preferând să se orienteze spre muzică.
A participat la "Фабрики Звезд-4", o emisiune TV ce avea ca scop promovarea tinerelor talente. Acolo, se apropie de alți trei participanți: Timati, Dominik și Nastia, cu care ulterior va forma trupa "Banda" (Банда). 
A abordat genurile hip-hop și R'n'B, inspirându-se de la artiști precum Nas, Boys II Men și Craig David. A încercat colaborări cu diverși artiști și a plecat în numeroase turnee cu trupa sa.
Pe 22 martie 2007, Ratmir Șișkov și rapperul Aldzhemen Sisokka "Deema", însoțiți de alte trei persoane (Serghei Zaikovski "Guru-Rabbi", Timur Baysarov și Christina Ustay), au fost victimele unui accident rutier în jurul orei 2 dimineața. În urma coliziunii, mașina a luat foc, pasagerii fiind blocați înăuntru. 
În 2019, rapperul rus Timati a lansat piesa "Помнишь" în memoria lui Ratmir.

## Discografie

### Albume
- 2004: Новые Люди (New People), Banda
- 2006: Vip77

### Single-uri
- Не любишь
- 2 минуты
- Не любишь
- Ты Для Меня (ft. Device и Scandal Inc.)
- Когда Расходятся Пути (ft. Scandal Inc.)
- Очередная Пятница (ft. Scandal Inc.)
- Тебе Понравится (ft. Nikas)
- Реальные Люди (ft. SD Family)
- Откровение (ft. SD Family)
- Мой Путь (ft. Тимати)
- Опасные Связи (ft. Тимати)
- Сны (ft. Тимати)
- Задыхаюсь Без Любви (ft. Марианна)
- За Окном Ночь (ft. Juis)
- Расставаться нельзя (ft. Ласло)